# Guillermo Vázquez
Guillermo Alejandro „Memo” Vázquez Herrera (ur. 25 maja 1967 w mieście Meksyk) – meksykański piłkarz występujący na pozycji środkowego pomocnika, obecnie trener.

## Kariera klubowa
Vázquez pochodzi ze stołecznego miasta Meksyk i jest wychowankiem akademii juniorskiej tamtejszego klubu Pumas UNAM, którego piłkarską legendą pozostaje jego ojciec – Guillermo Vázquez Mejía. Do pierwszej drużyny został włączony jako siedemnastolatek przez szkoleniowca Mario Velarde i w meksykańskiej Primera División zadebiutował 25 sierpnia 1984 w wygranym 3:1 spotkaniu z Monterrey. Szybko wywalczył sobie miejsce w wyjściowym składzie i już w swoim premierowym sezonie 1984/1985 zdobył z Pumas tytuł wicemistrza kraju. Premierowego gola w najwyższej klasie rozgrywkowej strzelił 15 listopada 1986 w wygranej 2:1 konfrontacji z Necaxą. Kolejne wicemistrzostwo osiągnął podczas sezonu 1987/1988, ponownie będąc ważnym ogniwem drużyny, zaś w 1989 roku zwyciężył ze swoją ekipą w najbardziej prestiżowych rozgrywkach północnoamerykańskiego kontynentu – Pucharze Mistrzów CONCACAF. Ogółem barwy Pumas reprezentował przez sześć lat.
Latem 1990 Vázquez przeszedł do zespołu Tecos UAG z siedzibą w Guadalajarze, gdzie także od razu został podstawowym piłkarzem, nie odnosząc jednak z nim poważniejszych osiągnięć. Po upływie roku podpisał umowę z CF Monterrey, w którego barwach także spędził bez większych sukcesów dwanaście miesięcy, po czym powrócił do Tecos UAG. W sezonie 1993/1994, jako jeden z kluczowych zawodników, zdobył z zespołem prowadzonym przez Víctora Manuela Vuceticha mistrzostwo Meksyku; pierwsze zarówno w historii klubu, jak i w swojej karierze. Bezpośrednio po tym sukcesie został graczem ekipy Toros Neza z miasta Nezahualcóyotl, w którego barwach spędził cztery lata, będąc kapitanem drużyny i odnosząc z nią największy sukces w dziejach klubu – tytuł wicemistrzowski w wiosennych rozgrywkach Verano 1997. W lipcu 1998 przeszedł do klubu CF Pachuca, gdzie grał jednak rzadziej niż w poprzednich drużynach, a podczas jesiennego sezonu Invierno 1999 zdobył z nim swoje drugie mistrzostwo Meksyku. Bezpośrednio po tym osiągnięciu zakończył profesjonalną karierę w wieku 32 lat. Był opisywany jako opanowany i dobrze kontrolujący środek pola zawodnik, rozegrał równe 400 spotkań w lidze meksykańskiej.

## Kariera reprezentacyjna
W 1985 roku Vázquez został powołany przez szkoleniowca Jesúsa del Muro do reprezentacji Meksyku U-20 na Młodzieżowe Mistrzostwa Świata w ZSRR. Tam był rezerwowym zawodnikiem swojej kadry i rozegrał tylko jedno z czterech możliwych spotkań, nie wpisując się na listę strzelców. Meksykanie zanotowali trzy zwycięstwa w grupie i awansowali do dalszej fazy turnieju, jednak ostatecznie odpadli ze światowego czempionatu w ćwierćfinale, przegrywając w nim z Nigerią (1:2).
W seniorskiej reprezentacji Meksyku Vázquez zadebiutował za kadencji selekcjonera Mario Velarde, 26 kwietnia 1988 w wygranym 4:1 meczu towarzyskim z Hondurasem. Ogółem swój bilans w kadrze narodowej zamknął na czterech rozegranych spotkaniach – wszystkich sparingowych – bez zdobytej bramki.

## Kariera trenerska
Bezpośrednio po zakończeniu kariery piłkarskiej Vázquez rozpoczął pracę w roli szkoleniowca, zostając asystentem swojego byłego przełożonego z Pumas UNAM – trenera Miguela Mejíi Baróna. Współpracował z nim w drużynach Tigres UANL (1999) i Puebla FC (2000), po czym powrócił do swojego macierzystego zespołu Pumas, gdzie w latach 2001–2005 pracował w akademii juniorskiej jako koordynator szkolenia i opiekun drużyn do lat trzynastu i szesnastu. W latach 2005–2006 był asystentem szkoleniowca pierwszego zespołu – Miguela Españi, a po jego odejściu w kwietniu 2006 tymczasowo poprowadził drużynę w pięciu ligowych meczach. W latach 2006–2010 ponownie pracował jako asystent, tym razem z sukcesami współpracując z Ricardo Ferrettim – Pumas wywalczyli w tamtym czasie mistrzostwo (C2009) oraz wicemistrzostwo kraju (A2007).
W maju 2010 Vázquez został następcą Ferrettiego w roli trenera Pumas, rozpoczynając samodzielną karierę trenerską. Już w swoim drugim, wiosennym sezonie Clausura 2011 zdobył ze swoją drużyną mistrzostwo Meksyku, po pokonaniu w finale Morelii łącznym wynikiem 3:2 (1:1, 2:1). Ogółem szkoleniowcem Pumas pozostawał przez dwa lata; w maju 2012 odszedł z zespołu za porozumieniem stron wskutek słabszych wyników odnoszonych przez ekipę na przestrzeni poprzednich kilku miesięcy. Zaraz potem podpisał umowę z innym czołowym w kraju klubem – stołecznym Cruz Azul. W sezonie Clausura 2013 zdobył z nim tytuł wicemistrzowski, a także wywalczył puchar Meksyku – Copa MX, pokonując w finale Atlante (0:0, 4:2 po rzutach karnych); było to zarazem pierwsze trofeum zdobyte przez zespół od szesnastu lat. Ze stanowiska został zwolniony po upływie półtora roku, w grudniu 2013, po słabym sezonie w wykonaniu swoich podopiecznych.
W sierpniu 2014 Vázquez powrócił do Pumas UNAM, po raz kolejny zostając szkoleniowcem tego zespołu, notującego wówczas kiepską passę. Pod jego kierownictwem ekipa znów dołączyła do grona czołowych w lidze; w jesiennym sezonie Apertura 2015 jego zespół zdobył wicemistrzostwo Meksyku.